# توم دولبي
توم دولبي (بالإنجليزية: Tom Dolby)‏ (17 يناير 1975، لندن في المملكة المتحدة)؛ كاتِب مُتخصِّص في أدب الأطفال، مخرج أفلام، صحفي وروائي أمريكي. درس في جامعة ييل.